# Махачкалинське музичне училище

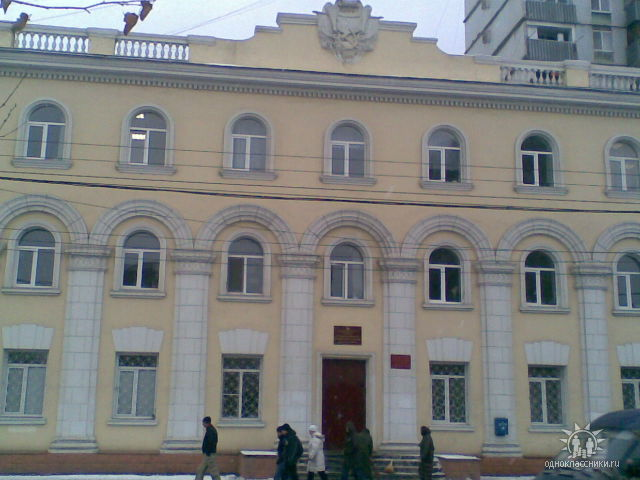
Махачкалинське училище

Махачкалинське музичне училище - музичне училище у столиці Дагестану місті Махачкала, будівля училища розташована по вулиці Леніна, 20. Засноване 1 квітня 1926 в р. у місті Темір-хан Шурі (нині м. Буйнакськ) як Дагестанський музичний технікум. Через кілька місяців 1 січня 1927 новий навчальний заклад було переведено до столиці республіки - міста Махачкали. Ще в довоєнні роки воно стало називатися музичним училищем. 
Ініціатором створення першого в республіці музичного навчального закладу став випускник Ленінградської консерваторії, композитор та піаніст, дослідник, педагог та громадський діяч, основоположник  Дагестанської професійної музики — Готфрід Алієвич Гасанов, ім'я якого носить училище. Відкриття професійного музичного навчального закладу стало можливим завдяки активній підтримці Наркома освіти Алібека Тахо-Годи. 
Перший педагогічний склад училища - це запрошені музиканти — вихованці Московської та Петербурзької консерваторій  — Е.А.Юдіна, О.В.Тімушева, І.В.Сафонов, В.І. Клин, М.І.Андреєва-Перовська та ін, а також випускниця Лейпцізької консерваторії піаністка та перша в Дагестані жінка-композитор Дженнет Далгат. 
За свою більш ніж 80  — річну історію училище підготувало понад три тисячі фахівців, завдяки чому стало можливим створення в республіці великих творчих колективів, таких як: державний симфонічний оркестр, державний оркестр національних інструментів, Державний хор Республіки Дагестан, камерний оркестр Дагестанської державної філармонії, естрадний оркестр Дагестанської філармонії та Дагестанський театр опери і балету.
Багато випускників продовжують навчання в консерваторіях та музичних ВНЗ країни — Москви, Санкт-Петербурга, Саратова, Ростова, Астрахані, Краснодара і т.д. Студенти училища неодноразово ставали лауреатами Всеукраїнських та міжнародних конкурсів, фестивалів. Серед них — Н.Дагіров, С.Керімов, С. Агабабов, Ш.Чалаев, М.Гусейнов, М. А. Якубов, М.Касумов, склали основу Спілки композиторів Дагестану, які користуються заслуженим авторитетом у музичному світі та основу педагогічних колективів музичних шкіл республіки. 
За заслуги у розвитку музичної культури, підготовку професійних кадрів училище двічі нагороджувалось Почесною Грамотою Президії Верховної Ради Дагестанського АРСР (1976 і 1981 рр..), Почесною Грамотою Республіки Дагестан (2007р.) У 2007 р. училище відзначило 80-річчя з дня заснування.